# Campionat Europeu de Salts de 2013 – per equips
La prova dels 10 metres plataforma per equips dels Campionat Europeu de Salts de 2013 es va disputar el dia 18 de juny amb una ronda final.

## Resultats
La ronda final es va disputar a les 17:30.
| Posició | Saltadors                         | País       | Final  | Final   |
| Posició | Saltadors                         | País       | Punts  | Posició |
| ------- | --------------------------------- | ---------- | ------ | ------- |
| 1       | Oleksandr Bondar Yulia Prokopchuk | Ucraïna    | 413.20 | 1       |
| 2       | Davis Gidney Clare Daley          | Alemanya   | 384.00 | 2       |
| 3       | Evgeny Kuznetsov Yulia Koltunova  | Rússia     | 348.10 | 3       |
| 4       | Vadim Kaptur Alena Khamulkina     | Belarús    | 341.55 | 4       |
| 5       | Heikki Makikallio Iira Laatunen   | Finlàndia  | 338.05 | 5       |
| 6       | Andrea Chiarabini Tania Cagnotto  | Itàlia     | 330.60 | 6       |
| 7       | Oliver Dingley Rebecca Gallantree | Regne Unit | 327.35 | 7       |
| 8       | Laura Marino Benjamin Auffret     | França     | 305.75 | 8       |